# Meranoplus peringueyi
Meranoplus peringueyi är en myrart som beskrevs av Carlo Emery 1886. Meranoplus peringueyi ingår i släktet Meranoplus och familjen myror. Inga underarter finns listade i Catalogue of Life.